# Лешинари (навијачка група)
Лешинари или Vultures су навијачка група из Бање Луке. Навијачи су клубова који чине спортску породицу Борац (фудбалски, кошаркашки, рукометни и други). Група је основана крајем 1987. године, а њихова застава је први пут виђена на утакмици против Војводине.

## Настанак
Први пут се транспарент са натписом Вултурес (Лешинари) појављује 18. новембра 1987. године на куп утакмици са новосадском Војводином. Иза тог имена је стајала група момака која је на мало другачији, фанатичнији начин жељела пружати подршку свом клубу. Великој навијачкој еуфорији и повећавању броја људи унутар навијачке групе допринијеле су изузетно добре игре Борца у Купу, у сезони 1987/88. и његово освајање.

## Период до 1992
Поред константне подршке коју су Лешинари пружали свом тиму на домаћем терену, група навијача прати клуб скоро на свим гостујућим утакмицама. Најмасовнији одласци били су у: Љубљану, Винковце, Бачку Паланку, Сарајево, Београд, Шабац, Дубровник, Тузлу, Зрењанин, Нови Сад. Али су транспаренти Вултуреса били видљиви и на многим другим гостовањима широм СФРЈ. Као један од најмасовнијих одлазака у то вријеме памти се гостовање у Осијеку.

## Ратне године
Избијањем рата на просторима бивше Југославије велики број Лешинара одлази у Војску Републике Српске. Средином новембра 1991. године гине први Лешинар, један од најистакнутијих чланова, Саша Кончар. Током рата гине велики број Лешинара, а многи из рата излазе као тешки инвалиди. Тих ратних година замире све што се тиче спорта, а самим тим и навијања.

## Постратне године
Одмах након завршетка рата, обновом спортских такмичења, долази до обнове навијачког живота. Посебно се из првих постратних година памте утакмице и издања Лешинара у финалу Купа РС 1995/96. и 1996/97. између Борца и Рудар Приједора односно Борца и Јединстава из Брчког. Навијачи Борца поново све масовније прате своје клуб код куће али и на страни, а посебну пажњу из тог времена треба скренути на навијачке атмосфере које су правили бодрећи кошаркаше и рукометаше у Европским куповима.

## Лешинари данас
Лешинари данас представљају једну од већих навијачких група на простору бивше Југославије. Константно прате ФК Борац код куће и на страни у Премијер Лиги БиХ као и европским куповима. Имају блиске, пријатељске односе са навијачком групом Фирма из Новог Сада.
У години великог јубилеја, поводом 30 година групе, 2017. године, Лешинари су у договору са управом клуба, ново сједиште нашли на новоизграђеној сјеверној трибини Градског стадиона, почев од утакмице са Челиком из Зенице, у 1. колу Премијер лиге БиХ у фудбалу, јула 2017.

Парола навијача лешинара је - Ништа нас није сломило, ништа нас неће сломити!